# Arteră pancreaticoduodenală superioară
Artera pancreaticoduodenală superioară este o arteră care furnizează sânge duodenului și pancreasului.

## Anatomie
Este o ramură a arterei gastroduodenale, care apare cel mai frecvent din artera hepatică comună a trunchiului celiac, deși există numeroase variații ale originii arterei gastroduodenale.  Artera pancreaticoduodenală se împarte în două ramuri pe măsură ce coboară, o ramură anterioară și posterioară. Aceste ramuri se deplasează apoi în jurul capului pancreasului și al duodenului, unindu-se în cele din urmă cu ramurile anterioare și posterioare ale arterei pancreaticoduodenale inferioare. Artera pancreaticoduodenală inferioară este o ramură a arterei mezenterice superioare.  Aceste artere, împreună cu ramurile pancreatice ale arterei splenice, formează conexiuni sau anastomoze între ele, permițând sângelui să perfuzeze pancreasul și duodenul prin canale multiple.
Artera furnizează sânge părților anterioare și posterioare ale duodenului și ale capului pancreasului, ramura anterioară furnizând sânge suprafaței anterioare și în mod similar pentru partea posterioară.
Cu 42 de litere în componența cuvântului, artera pancreaticoduodenală posterioară superioară este, de asemenea, artera cu cel mai lung nume din corpul uman. 

## Imagini suplimentare

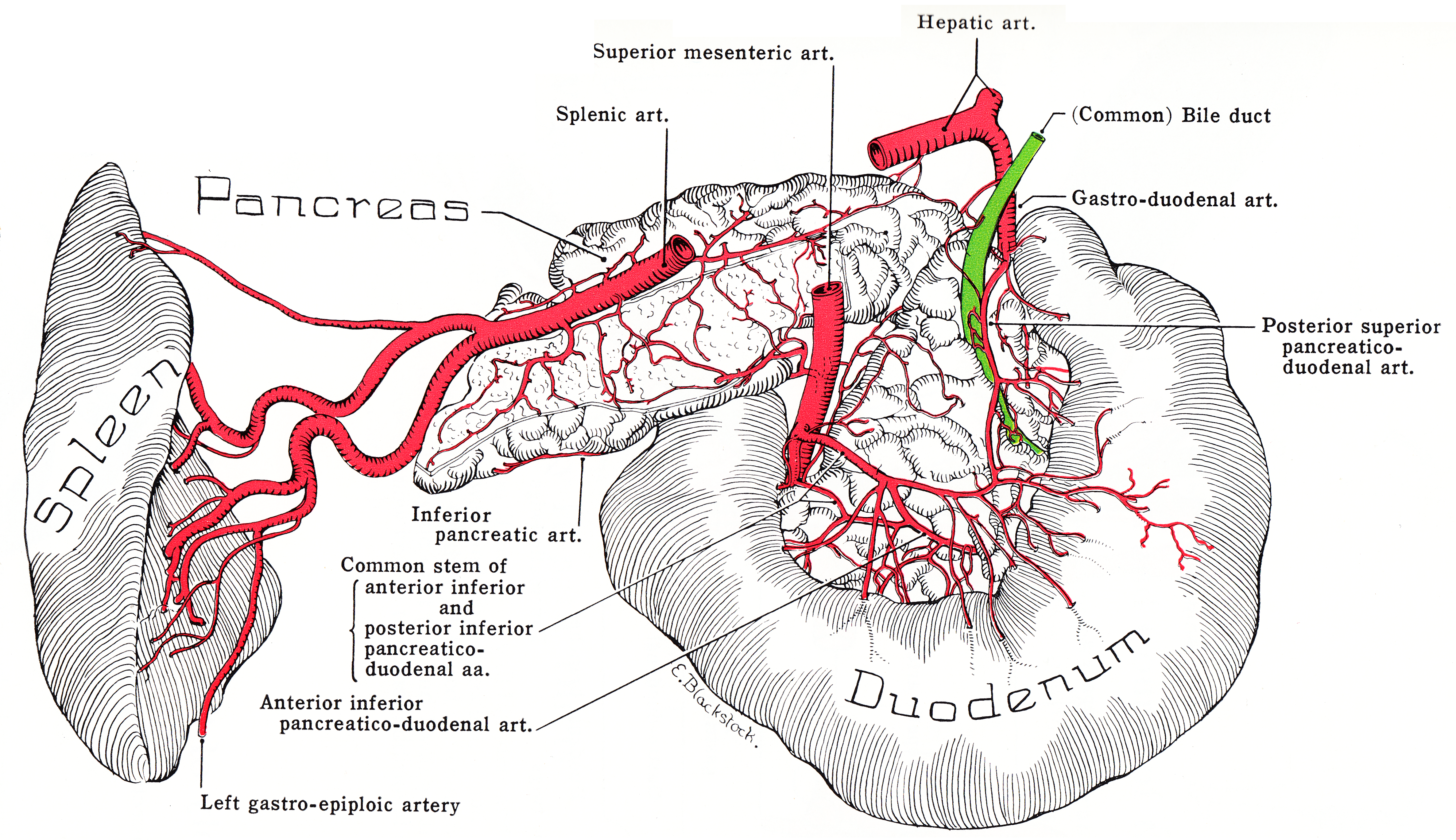
Disecție anatomică care arată originea arterelor pancreaticoduodenale superioare posterioare